# Holguín
Holguín é uma cidade de Cuba, capital da província de Holguín, tendo uma  população de 530 191 habitantes (2014).

## História
Foi fundada como San Isidoro de Holguín em 1545, devido ao seu fundador García de Holguín, um oficial militar espanhol. Até 1976, Holguín estava localizada na antiga província de Oriente.

## Economia
A cidade de Holguín possui uma indústria mecânica desenvolvida, uma indústria de materiais de construção, oficinas automotivas, indústria de alimentos, reparos de equipamentos elétricos, entre outros.  Holguín também é um destino turístico popular para os canadenses com resorts nas proximidades e é o lar de um dos dois consulados do Canadá em Cuba.